# Sie werden euch in den Bann tun BWV 44
Sie werden euch in den Bann tun (in tedesco, "Vi metteranno al bando") BWV 44 è una cantata di Johann Sebastian Bach.

## Storia
La cantata Sie werden euch in den Bann tun venne composta da Bach a Lipsia nel 1724 e fu eseguita per la prima volta il 21 maggio dello stesso anno, in occasione della sesta domenica dopo pasqua. Il testo è tratto dal vangelo secondo Giovanni, capitolo 16 versetto 2, per il primo e secondo movimento, da testi di Martin Moller per il quarto, di Paul Fleming per il settimo, e di autore anonimo per i rimanenti.

## Struttura
La cantata è composta per soprano solista, contralto solista, tenore solista, basso solista, coro, oboe I e II, fagotto, violino I e II, viola e basso continuo ed è suddivisa in sette movimenti:
1. Duetto: Sie werden euch in den Bann tun, per tenore, basso, oboi, fagotto e continuo.
2. Coro: Es kömmt aber die Zeit, per tutti.
3. Aria: Christen müssen auf der Erden, per contralto, oboe, fagotto e continuo.
4. Aria: Ach Gott, wie manches Herzeleid, per tenore, fagotto e continuo.
5. Recitativo: Es sucht der Antichrist, per basso, fagotto e continuo.
6. Aria: Es ist und bleibt der Christen Trost, per soprano, oboi, violino, viola e continuo.
7. Corale: So sei nun, Seele, deine, per tutti.